# 卡舒比人
卡舒比人也称卡舒布人，是西斯拉夫民族的一支，主要分布于今波兰北部地区，人口约30万人。目前该民族仍保持自己独特的文化传统，年长者能够讲卡舒比语（有时被认为是波兰语的一个方言）。